# Balki (Crimea)
|  | Per a altres significats, vegeu «Balki». |

Balki (en (ucraïnès): Балки) és un poble de la República Autònoma de Crimea a Ucraïna, que el 2014 tenia 730 habitants. Pertany al districte de Bilogorsk.